# Cryptoditha elegans
Cryptoditha elegans är en spindeldjursart som först beskrevs av Beier 1931.  Cryptoditha elegans ingår i släktet Cryptoditha och familjen Tridenchthoniidae. Inga underarter finns listade i Catalogue of Life.